# Princes possessionnés d'Alsace
 (avril 2018).
Les princes possessionnés d'Alsace sont des princes allemands qui avaient conservé des fiefs enclavés dans le royaume de France, notamment après les annexions de l'Alsace (traités de Westphalie de 1648 et de 1679) et de la Lorraine (1766). Les traités stipulaient que ces possessions ne dépendaient pas du droit français mais de celui du Saint-Empire romain germanique.

À l'époque de la Révolution française, on a voulu établir l'unité du territoire national (nous dirions aujourd'hui la continuité territoriale).
Ces sujets ou princes d'Empire s'attachèrent alors à défendre légalement leurs propriétés, souvent d'importantes seigneuries, face aux initiatives révolutionnaires. Nombre de ces territoires étaient situés en Alsace.

## La France révolutionnaire face à l'affaire des princes possessionnés en Alsace
Il est possible de restituer le développement de l'affaire en trois étapes chronologiquement identifiables :
La période 1787-1789 correspond au premier affrontement entre les princes et le gouvernement de la France, c'est-à-dire la monarchie de Louis XVI en tentative d'auto-réforme. La mise en place en 1787 de municipalités et d'assemblées représentatives est ressentie par les princes comme une ingérence insupportable dans les affaires de leurs fiefs alsaciens. Ils s'en insurgent auprès de Necker, à l'exemple du landgrave de Hesse-Darmstadt dont les officiers du comté de Hanau-Lichtenberg rédigent en 1788 une longue plainte énumérant tous les droits lésés. Cette réforme de 1787 est vécue comme le premier coup porté à une situation particulière pourtant garantie par les traités de paix et les lettres patentes du XVIIIe siècle.
L'affaire proprement dite éclate au moment de l'abolition de la féodalité, dans la nuit du 4 août 1789. L'inquiétude des princes au sujet des décrets abolissant la féodalité au mépris des particularités locales de leurs domaines ne fait que grandir. Au grand dam de l'Autriche de Joseph II qui se pose en conciliateur, la Prusse attise le conflit dans l'objectif de faire naître dans le monde germanique un courant aussi contre-révolutionnaire et anti-français que belliqueux et soucieux de prendre sur la France une revanche de l'humiliation du traité de Westphalie. De septembre à novembre 1789, le diplomate prussien Goertz effectue une tournée de toutes les cours princières (les princes qui ont des domaines alsaciens, ainsi que les seigneurs ecclésiastiques menacés dans leurs droits métropolitains sur l'Alsace) pour les convaincre de refuser toute négociation avec les nouvelles institutions françaises et cimenter une coalition de princes germaniques contre la Révolution, en leur faisant miroiter les bénéfices qu'ils retireraient d'une défaite de la France. De son côté, l'Assemblée nationale tente de se montrer aussi généreuse et bien disposée à l'égard des princes possessionnés que possible, notamment sous l'influence de Mirabeau et de Christophe-Guillaume Koch, l'universitaire strasbourgeois venu à Paris défendre les intérêts des protestants alsaciens, et auquel les députés font rapidement appel pour comprendre les enjeux juridiques de l'affaire. 
Ce n'est pas tant les décrets de destruction de l'Ancien Régime et de la féodalité, menaçant leurs prérogatives en Alsace, qui les inquiètent que la perspective de perdre à jamais un pouvoir d'origine germanique sur la province, maintenu conjointement à une souveraineté française qui ne cesse de se renforcer au XVIIIe siècle. L'affaire des princes possessionnés est une spécificité alsacienne, non pas parce qu'on y trouve des princes étrangers, mais parce qu'à chacun de ces domaines alsaciens est attaché un régime particulier de féodalité et de souveraineté, garanti par les traités de paix du XVIIe siècle, ces mêmes traités qui ont rattaché progressivement l'Alsace à la France.
Le 28 octobre 1790, Philippe Merlin de Douai rend son rapport au nom du comité de féodalité chargé d'examiner la question alsacienne. Ce rapport se divise en deux parties bien distinctes : la première, idéologique, démontre que l'Alsace est unie à la France non pas en vertu des traités de paix, mais de la volonté du peuple de cette province, qui a envoyé ses représentants aux états généraux de 1789, autrement dit, du droit des peuples à disposer d'eux-mêmes, et que le contrat social qui lie désormais l'Alsace à la France invalide toutes les revendications germaniques. La deuxième, pragmatique, se propose, après avoir exposé les raisons pour lesquelles la France ne doit en rien s'estimer redevable d'indemniser les princes lésés, d'adopter malgré tout une attitude de générosité destinée à proclamer en Europe les intentions pacifiques de la France révolutionnaire. Merlin propose ainsi aux princes le versement d'indemnités quoiqu'il ne reconnaisse absolument pas le fondement juridique de leurs réclamations, et demande à Louis XVI de prendre en charge les négociations d'indemnisation. Son but a été de cacher derrière un discours de principe des concessions bien réelles, plus étendues et favorables aux princes qu'initialement prévu. Cette générosité se heurte à l'intransigeance germanique face à l'évocation d'indemnités, même larges. La mission du chevalier de Ternant, chargé d'exposer aux cours princières concernées (juin-août 1790) que les indemnités proposées sont une preuve de la bienveillance de la France à leur égard est un échec retentissant. En Alsace, Stupfel, ancien procureur fiscal à Lauterbourg d'un des princes possessionnés les plus francophobes, Auguste-Philippe de Limburg Styrum, prince-évêque de Spire, démontre dans un ouvrage paru en 1790, farouchement hostile à Merlin de Douai dont il critique le raisonnement et auquel il reproche une connaissance insuffisance des réalités alsaciennes, que la conciliation des intérêts allemand, français et alsacien passe par le rejet catégorique des indemnités proposées, parce qu'elles le sont par une institution, l'Assemblée nationale, non reconnue par les autres puissances européennes, alors que les princes ne reconnaissent toujours que le roi de France ; parce que l'indemnité serait trop difficile à déterminer, et parce qu'au fond l'Alsace est toujours liée à l'Empire dont il ne souhaite pas qu'elle soit distraite.
La troisième période, celle de la marche à la guerre (janvier 1791-avril 1792), voit la radicalisation des tensions dans les deux pays transformer l'affaire de portée initialement locale en casus belli. L'arrestation de Louis XVI à Varennes décide l'empereur Léopold II à afficher son soutien à la cause de la monarchie, contre la Révolution. Le conclusum de la Diète de Ratisbonne du 6 août 1791 subordonne l'affaire des princes possessionnés à la politique autrichienne. L'envoi de ce conclusum, dans la lettre que Léopold II adresse à Paris le 3 décembre 1791, est interprété comme une rupture définitive des négociations entre la France et les princes. Face à la menace contre-révolutionnaire, les Girondins prônent la fermeté dans la négociation des indemnités, malgré les efforts de Koch et de son comité diplomatique. L'arrivée au pouvoir, en Autriche, de François II, le 1er mars 1792, achève de précipiter l'Europe dans une guerre inévitable. Celui-ci exige le 15 avril 1792 la réintégration des princes possessionnés dans leurs prérogatives alsaciennes. Cet ultimatum provoque, le 20 avril 1792 à l'Assemblée nationale, le vote à l'unanimité moins sept abstentions pour la déclaration de guerre « au roi de Bohême et de Hongrie », sur proposition de Louis XVI qui, conformément à la Constitution de 1791, s'est présenté devant les députés pour l'occasion. L'affaire reste présente dans les esprits des belligérants pendant toute la durée du conflit, et il n'est pas surprenant que le célèbre Manifeste de Brunswick du 25 juillet 1792, qui promet à Paris une répression exemplaire si le roi venait à être malmené, fasse mention de la suppression arbitraire des droits et possessions de princes allemands en Alsace comme événement préalable à l'intervention austro-prussienne.

## Tableau géopolitique de la Basse Alsace en 1789
Il est particulièrement difficile d'évaluer la façon dont s'agencent, au lendemain des traités de Westphalie, les différentes souverainetés présentes en Alsace. Cette difficulté est née des divergences d'interprétation de l'obscur article 87 du traité de Münster : celui-ci reconnaît au roi de France une suprématie sur la province (supremum dominium, domaine suprême), tout en préservant aux princes d'Empire leur immédiateté (immedietas, supériorité territoriale). Dès lors, la souveraineté sur les différents fiefs alsaciens fait l'objet de longs débats, qui ne s'achèveront que peu de temps avant la Révolution (1787, date où le duc de Deux-Ponts reconnaît la souveraineté du roi de France sur son bailliage de Cleebourg). La France, présente dans la province, au travers de la figure de l'intendant et du Conseil souverain d'Alsace, est donc contrariée dans sa souveraineté par l'existence de celle de grands seigneurs d'Empire, dont les droits quasi-régaliens sont garantis par le traité de Münster, à une époque où la monarchie absolutiste ne tolère dans le royaume aucune autre souveraineté que celle du roi. Louis XIV tente de mettre fin à cette ambiguïté en procédant entre 1680 et 1682 à des « réunions » de tous les domaines souverains sur lesquels le roi n'exerçait que la suprématie à lui transférée par l'empereur en 1648, y compris des bailliages contestés du nord de l'Alsace. 
Louis XIV doit cependant renoncer à son projet dès 1697, lorsque l'article 4 du traité de Ryswick rétablit la supériorité territoriale des princes possessionnés. En revanche, dès 1700, le comte de Hanau-Lichtenberg décide d'entreprendre avec Louis XIV un échange de bons procédés : sa soumission à la suprématie royale contre la reconnaissance par lettres patentes de l'exercice de sa supériorité territoriale et de la jouissance de ses anciens droits et revenus. Ce prince possessionné accepte ainsi de devenir non le sujet mais le vassal du roi de France, qui l'assure de sa protection en reconnaissant ses privilèges particuliers. L'exercice des différentes souverainetés, royale et princières, est ainsi codifiée au XVIIIe siècle par des lettres patentes, obtenue par les princes moyennant leur « soumission », accomplie à des dates diverses selon les seigneurs, qui souvent, pour les plus francophobes d'entre eux, refusent de se prêter de bonne grâce à la prestation de serment féodal, exigé lorsque le nouveau roi Louis XV monte sur le trône en 1715. Les princes tentent le plus souvent de contourner la reconnaissance de la suzeraineté française : l'exemple le plus représentatif à ce sujet est la prise de possession de la prévôté de Wissembourg, en 1719, par l'envoyé prince-évêque de Spire, qui réunit en catimini le Chapitre de l'église. Lorsque l'information arrive à Versailles, le séquestre temporaire des domaines alsacien du prince-évêque est apposé en guise de représailles.
D'autres points de discorde demeurent tout au long du XVIIIe siècle, notamment la question de la limite de l'Alsace avec le duché de Deux-Ponts et le Palatinat, autrement dit celle des « bailliages contestés » en deçà de la Queich. Cette question ne trouve son règlement diplomatique qu'en 1786, lorsqu'un accord fait cession au duché de Deux-Ponts du bas-office de Schambourg en échange de la reconnaissance de la souveraineté française sur les bailliages contestés, traité éventuel qui ne devait recevoir son exécution qu'à la mort de l'électeur palatin, qui n'est survenue qu'après la Révolution.
Ainsi, en 1789, deux conceptions juridiques, l'une germanique, l'autre française, demeurent parallèlement liées aux questions alsaciennes. La vision allemande est celle d'un contrat féodal synallagmatique, dont les traités de paix sont les bases de la reconnaissance de la souveraineté française avec comme condition sine qua non le maintien de l'intégrité des domaines et des droits régaliens des princes possessionnés. Elle relève de la certitude que le nouveau lien féodal entre les princes et le roi, codifié par lettres patentes, ne peut être rompu sans le consentement des deux parties contractantes, mais rappelle en arrière-plan le principe d'inaliénabilité des composantes de l'Empire, rendant de toutes façons caduque la souveraineté française sur l'Alsace et les traités, dont l'application n'est que temporaire dans l'attente d'un retour de l'Alsace à l'Empire, irrecevables. Au contraire, le point de vue français des affaires d'Alsace ne reconnaît pas cette dimension de réciprocité féodale, et considère que conformément aux lettres patentes émanées de la libre volonté du roi, les droits des princes sont conditionnés et soumis à l'exercice de la souveraineté du roi qui se réserve la possibilité d'en changer les termes s'ils la contrarient, moyennant une juste indemnité. Ce duel juridique franco-allemand va retrouver tout son sens en 1789, au moment où il sera question de l'abolition des droits régaliens des princes et de toute féodalité en France. 
L'étude des cahiers de doléances alsaciens montre que la plupart des habitants de la province considèrent comme responsable de leurs difficultés et de leurs privations la fiscalité royale, dont les prélèvements, qui se superposent à des taxes seigneuriales plus nombreuses que pesantes, sont en progression exponentielle, même s'ils réclament plus de justice et d'égalité fiscale au détriment des princes, jusque-là exemptés de taxes, et qui consomment à l'étranger les rentes issues de leurs domaines et les revenus du labeur alsacien. Les tensions à l'égard des princes possessionnés, beaucoup plus perceptibles dans les cahiers antiseigneuriaux de l'été 1789, se radicalisent surtout à partir de juillet, et se manifestent par de violentes exactions contre les agents seigneuriaux, notamment dans la région de l'Outre-Forêt, où le morcellement féodal et la densité de princes possessionnés atteint des proportions inégalées. 
La Révolution a donc déclenché en 1789 une affaire lourde d'antécédents géopolitiques et juridiques complexes, tout en ravivant les passions politiques de part et d'autre du Rhin.

## 1792/1793-1801: La réalité départementale de l'affaire des princes possessionnés. L'administration du séquestre
Le séquestre est mis en place dans le Bas-Rhin entre octobre 1792 et janvier 1793, en réponse aux difficultés qu'éprouvent les autorités locales à mettre en application les décrets nationaux. Les résultats économiques du séquestre sont discutables, mais son opportunité politique est incontestable puisque c'est à partir de ce moment que les domaines alsaciens des princes possessionnés, autrement dit le cinquième de l'Alsace, entrent dans le territoire de la République, pour n'en ressortir qu'en 1871. D'abord appliqué en vertu des lois d'émigration, le séquestre est généralisé à tous les princes possessionnés en tant qu'ennemis de la République, en 1793, grâce à l'insistance du conventionnel alsacien Philippe-Jacques Rühl, qui tient régulièrement ses confrères au courant des agissements des princes, ce qui aboutit le 14 mai 1793 à la publication d'un décret séquestrant les biens des princes étrangers qui n'avaient pas protesté contre le conclusum de la Diète déclarant la guerre à la France le 22 mars 1793. En réalité, le département du Bas-Rhin avait très largement anticipé cette décision, en arrêtant le 1er octobre 1792 le séquestre des grands domaines princiers, à la suite d'une lettre que lui avait adressée le ministre de l'Intérieur, le Girondin Roland, le 27 septembre 1792, conseillant l'apposition du séquestre sur les biens du Landgraviat de Hesse-Darmstadt. Cette mesure est rapidement généralisée aux plus petits des princes allemands, qui voient leurs biens séquestrés, inventoriés et administrés par des receveurs à la solde de la République entre octobre 1792 et janvier 1793. Ce laps de temps correspond ainsi à la mise en place du réseau des bureaux de séquestre, animé dans les ex-seigneuries par des receveurs dont le travail est centralisé en la personne de Jean-Baptiste Bella, régisseur et receveur principal des domaines séquestrés sur les princes possessionnés, en collaboration étroite avec Thomassin, le directeur des Domaines du Bas-Rhin. Les receveurs du séquestre ne sont bien souvent autres que les anciens receveurs seigneuriaux, car la nouvelle administration estime que les personnes qui sont les mieux à même de bien gérer les recettes séquestrées sont ceux qui les administraient avant le séquestre, même si les événements militaires de la fin de l'année 1793 ne laissent pas beaucoup de ces ex-agents seigneuriaux en place.
Dès 1793-1794, l'administration comprend tout le sens de ce que Merlin de Douai proclamait dans son rapport sur la question des princes possessionnés du 28 octobre 1790 : « Il n'est pas plus permis dans une convention publique que dans une convention privée, de prendre l'utile, & de laisser l'onéreux », en réalisant que le séquestre ne s'est pas forcément effectué à son avantage financier. En effet, la difficulté de conservation de certaines propriétés (châteaux, jardins, patrimoine culturel) ainsi que l'entretien des officiers seigneuriaux dont les fonctions se sont poursuivies sous le séquestre plombent les finances publiques. Pire encore, la République, qui succède aux princes à la tête de leurs anciens domaines, se trouve tenue de liquider les factures impayées et de rembourser toutes les dettes pour lever les hypothèques qui pèsent sur certaines seigneuries, comme celle d'Oberbronn, celle du prince de Hohenhole-Bartenstein, ou celles du duc de Deux-Ponts. Ainsi, des sommes énormes sont englouties parfois même uniquement pour payer les intérêts des capitaux empruntés. C'est donc avec un grand soulagement que le Bas-Rhin accueille en 1801 le traité de Lunéville, qui règle définitivement l'affaire des domaines alsaciens, puisqu'à partir de là toutes les demandes de remboursement et de mainlevée de séquestre sont adressées non plus au préfet du Bas-Rhin, mais à une commission chargée spécialement de ces questions, siégeant à Mayence.
En ce qui concerne le cadre juridique du séquestre des biens des princes possessionnés, la France révolutionnaire, ou plutôt le département du Bas-Rhin, a maintenu à dessein une confusion entre séquestre et confiscation, même si cette différence n'importe plus que très peu une fois que les propriétés commencent à être vendues sous l'appellation générale de « biens nationaux ». En revanche, les distinctions entre procédures de séquestre ont bien plus d'importance lorsqu'il s'agit d'accorder la mainlevée d'un séquestre, lorsqu'à partir du Directoire, les menaces extérieures ayant été écartées, les autorités estiment que certains séquestres ne sont plus d'actualité. Les princes possessionnés tentent bien sûr de récupérer un maximum de leurs propriétés perdues en 1793 en faisant valoir, selon les circonstances, plusieurs arguments :
- Premièrement, rappeler qu'ils sont « Allemands » donc ne peuvent pas être concernés par les séquestres apposés pour raison d'émigration.
- Deuxièmement, faire intervenir des membres de leur famille pour expliquer que certaines propriétés ne relevaient pas de la souveraineté du prince régnant, mais constituaient avant le séquestre des corps de biens possédés à titre « particulier ».
- Enfin, les petits princes possessionnés peuvent essayer de démontrer qu'ils ont été abusivement séquestrés en prouvant n'avoir jamais eu ni voix ni séance à la Diète de l'Empire.

Certaines mainlevées de séquestre sont obtenues, mais les quelques réintégrations qui bien souvent ne sont pas exécutées, ne concernent en aucun cas les grands domaines qui avaient à leur tête un prince possessionné souverain en 1789, et jusqu'en 1792, parce que ces vastes territoires sont définitivement acquis par la République en 1793, et officiellement intégrés à la France en 1801 lorsque Bonaparte profite des bouleversements géopolitiques nés de la guerre pour dédommager certains princes des pertes subies en Alsace par des villages et des domaines pris en Empire sur les principautés ecclésiastiques, ou alors par le versement de très larges indemnités, dont le landgrave de Hesse-Darmstadt détient le record en recevant de la France dix millions de florins pour la perte du comté de Hanau-Lichtenberg. Enfin, en l'an XII, pour mettre fin aux dernières protestations, Napoléon propose aux petits princes possessionnés non indemnisés de choisir la nationalité française, ou la nationalité allemande, auquel cas leurs propriétés devront impérativement être vendues. En revanche, ceux qui choisiront la France deviendront citoyens français, et leurs biens ne seront plus, par définition, possédés par des étrangers. Finalement, cette possibilité pour un noble allemand de se fondre dans le corps civique français montre que cette affaire des princes d'Empire possessionnés en Alsace demeure résolument révolutionnaire, jusque dans son dénouement.

## L'affaire des princes possessionnés dans l'historiographie
L'affaire des princes d'Empire possessionnés en Alsace en 1789 est mentionnée dans divers manuels et dictionnaires de l'histoire de la Révolution comme un des éléments qui décide la France à déclarer la guerre à l'Autriche le 20 avril 1792. Il apparaît en réalité que cette affaire soit le prétexte de la déclaration de guerre, le casus belli, dont la généalogie est complexe. Ainsi, bien avant 1870 et 1914, l'Alsace a été à l'origine de l'éclatement d'un conflit franco-germanique, même s'il convient de préciser que l'Empire n'entre officiellement en guerre contre la Révolution qu'une année plus tard, en mars 1793.
La bibliographie sur le sujet est à la fois très abondante et très pauvre : très abondante si l'on considère le nombre immense de titres consacrés à l'histoire politico-diplomatique de l'ère révolutionnaire, et qui ne font que mentionner brièvement l'affaire ; restreinte car rares sont les ouvrages qui parlent du rôle qu'ont joué les princes possessionnés dans le développement de la Révolution en France et en Europe. Il n'y a que trois publications à mentionner à cet égard, hormis quelques articles dans des revues locales :
- Le tome II de L'Europe et la Révolution française d'Albert Sorel (Paris, Plon, 8 vol., 1885-1904), paru en 1887.
- L'ouvrage de l'historien allemand Theodor Ludwig : Die deutschen Reichstände im Elsass und der Ausbruch der Revolutionskriege, Strasbourg, Karl Trübner, 1898.
- L'article de Pierre Muret : « L'affaire des princes possessionnés d'Alsace et les origines du conflit entre la Révolution et l'Empire », paru dans la Revue d'histoire moderne et contemporaine, première année, 1899-1900, tome premier, Paris, Georges Bellais, p. 433-456 et 566-592, qui reprend les thèses de Ludwig en les complétant par le point de vue français.

Ces trois travaux évoquent bien évidemment comment l'affaire parvient à envenimer les relations internationales jusqu'à la déclaration de guerre en 1792, mais tous les auteurs restent étrangement silencieux sur les événements postérieurs à 1792, jusqu'au 9 février 1801, date du traité de Lunéville par lequel Bonaparte règle définitivement le problème. 
En réalité, la période 1792-1801, pourtant riche en bouleversements politiques, correspond à un laps de temps où l'affaire cesse d'être de nature diplomatique, pour s'intégrer, au travers des décisions de séquestre des domaines des princes, dans le cadre administratif du département du Bas-Rhin. Par conséquent, il convient d'adopter une approche départementale de l'affaire, pour pouvoir comprendre ses tenants et ses aboutissants avant et après 1792. Comment est vécue et que représente la seigneurie d'un prince possessionné avant 1789 ? Quelles sont les transformations juridico-politiques par lesquelles elle passe jusqu'en 1801, date où l'affaire est désintégrée du Bas-Rhin, pour être à nouveau être prise en charge par la diplomatie et les relations internationales ?

## Une affaire qui fait date dans l'histoire du droit international
Il convient de rappeler que c'est en 1790, à l'Assemblée nationale constituante, et à propos de l'affaire des princes possessionnés d'Alsace, que Merlin de Douai, en fidèle disciple de Rousseau et de son Contrat social, formule pour la première fois le principe du droit des peuples à disposer d'eux-mêmes, un principe promis à une grande postérité et qui entend démontrer que l'Alsace est française non par les traités du XVIIe siècle, mais par l'adhésion de son peuple à la France et par l'envoi de ses représentants aux états généraux. L'énoncé de ce grand principe révolutionnaire permet à Merlin de proposer à l'Assemblée d'offrir des indemnités aux princes non pas parce qu'elle y est tenue, mais uniquement dans le but de mettre un terme à cette affaire, par sa seule générosité, projet qui échoue en raison de diverses récupérations politiciennes, qui conduiront à la déclaration de guerre de 1792. 
L'étude de cette affaire des princes possessionnés permet de se pencher sur les subtiles étapes de l'intégration française de l'Alsace : en s'insurgeant contre les décrets d'abolition des privilèges, les princes possessionnés montrent qu'elle est la dernière étape de l'entrée de l'Alsace dans le territoire français. C'est pour cette raison qu'elle a eu tant de retentissement, parce que ces seigneuries possédées en souveraineté par des princes d'Empire représentent le dernier verrou politique allemand sur la province. Dès 1789, de part et d'autre du Rhin, on comprend que le brisement de ce verrou signifie à court terme l'irrémédiable démembrement alsacien du Saint-Empire romain germanique, et c'est pourquoi les réclamations des princes ne portent pas sur 1789, mais sur 1648, qui en a été la première étape et qui, paradoxalement, fonde le droit sur lequel ils s'appuient pour se défendre contre les initiatives de la France révolutionnaire.

## Liste de princes possessionnés en Alsace et en Lorraine
La liste de ces princes en 1789 est la suivante :
- Charles-Frédéric, margrave de Bade (1728 – 1811)
- Charles II, duc de Deux-Ponts
- Ernest, baron de Gemmingen-Hornberg
- Maximilien-Auguste Bleikaard, comte de Helmstatt
- Louis IX, landgrave de Hesse-Darmstadt (1719 – 1790)
- Joseph, prince de Hohenlohe
- Chrétien, prince de Hohenlohe-Waldenbourg-Bartenstein (frère du précédent)
- Frédéric-Charles-Woldemar, prince de "Linange-Dabo" ("Leiningen-Dagsburg") (1724 – 1807)
- Dominique-Constantin, prince de Lœwenstein-Wertheim-Rochefort (1762 – 1814)
- Louis, prince de Nassau-Sarrebruck, comte de Sarrewerden (bailliage de Harskirchen) (1745 – 1794)
- Frédéric-Guillaume, prince de Nassau-Weilbourg, comte de Sarrewerden (bailliage de Neuf-Sarrewerden) (1768 – 1794)
- Jean-Bernard-Joseph-Georges de Reissenbach
- Charles-Louis-Guillaume-Théodore, rhingrave de Salm-Grumbach (1720 – 1799)
- Frédéric-Othon-François-Christian-Philippe-Henri, prince de Salm-Kyrbourg (1744 – 1794)
- Constantin-Alexandre-Joseph, prince de Salm-Salm (1762 – 1828)
- Casimir, comte de Sickingen (mort en 1795)
- Damien-Auguste-Philippe-Charles, comte de Limburg-Styrum par la naissance, prince de Bruchsal par sa fonction de prince-évêque de Spire (1721 – 1797)
- Charles-Frédéric, baron et comte Schenck de Waldenbourg
- Christian Louis, prince de WIed-Runkel, comte de Créhange (1732 – 1791)

À côté de ces 18 princes dont les seigneuries sont localisées en Basse-Alsace, il convient de signaler également le prince-évêque de Strasbourg, le fameux cardinal de Rohan (qui fut impliqué dans l'affaire du collier de la reine) dont les origines françaises font hésiter la Constituante à le considérer comme un prince possessionné, ainsi que des seigneurs de Haute-Alsace : le duc de Wurtemberg, le prince-évêque de Bâle, et dans une certaine mesure les Grimaldi de Monaco (le duc de Valentinois).
Plus d'un cinquième des domaines de la mosaïque territoriale alsacienne en 1789, intégrée en différentes étapes au royaume de France par les traités de Westphalie et de Ryswick, est possédé par des princes qui vivent la plupart du temps outre-Rhin, là où se trouve l'essentiel de leurs seigneuries, bien qu'ils disposent en Alsace de magnifiques châteaux (le château de Senones du prince de Salm-Salm, celui du landgrave de Hesse-Darmstadt à Bouxwiller, ou encore du prince de Hohenlohe-Bartenstein à Oberbronn) ou hôtels particuliers à Strasbourg (celui du landgrave de Hesse-Darmstadt ou des ducs de Deux-Ponts rue Brûlée, celui du prince de Hohenlohe-Bartenstein rue des Frères).